# IJsland op het Eurovisiesongfestival 1989
IJsland nam deel aan het Eurovisiesongfestival 1989 in Lausanne, Zwitserland. Het was de vierde deelname van het land op het Eurovisiesongfestival. De artiest werd gezocht via de nationale voorronde Söngvakeppni Sjónvarpsins. RUV was verantwoordelijk voor de IJslandse bijdrage voor de editie van 1989.

## Selectieprocedure
Söngvakeppni Sjónvarpsins 1989 bestond uit 1 finale. Het werd gepresenteerd door Jónas R. Jónsson.
De selectie werd gewonnen door Daníel Ágúst Haraldsson. Hij mocht aldus IJsland vertegenwoordigen op het Eurovisiesongfestival van dat jaar, met zijn nummer Það sem enginn sér.

### Uitslag
| Volgorde | Artiest                            | Lied                  | Punten | Plaats |
| -------- | ---------------------------------- | --------------------- | ------ | ------ |
| 1        | Daníel Ágúst Haraldsson            | Það sem enginn sér    | 66     | 1ste   |
| 2        | Jóhanna Linnet                     | Þú leiddir mig í ljós | 30     | 5de    |
| 3        | Ellen Kristjánsdóttir              | Línudans              | 58     | 2de    |
| 4        | Björgvin Halldórsson & Katla Maria | Sóley                 | 44     | 4de    |
| 5        | Eyjólfur Kristjánsson              | Alpatwist             | 58     | 2de    |

## In Lausanne
Op het Eurovisiesongfestival moest IJsland aantreden als 20ste, na Griekenland en voor Duitsland. Aan het einde van de puntentelling bleek dat Haraldsson op de 22ste en laatste plaats was geëindigd met 0 punten. Het is tot op heden de enige IJslandse inzending die geen enkel punt kreeg.
Nederland en België gaven ook geen punten.

### Gekregen punten

#### Finale
| 12 punten | 10 punten | 8 punten | 7 punten | 6 punten |
| --------- | --------- | -------- | -------- | -------- |
|           |           |          |          |          |
| 5 punten  | 4 punten  | 3 punten | 2 punten | 1 punt   |
|           |           |          |          |          |

### Punten gegeven door IJsland

#### Finale
Punten gegeven in de finale:
| 12 punten | Cyprus      |
| 10 punten | Denemarken  |
| 8 punten  | Oostenrijk  |
| 7 punten  | Zwitserland |
| 6 punten  | Joegoslavië |
| 5 punten  | Israël      |
| 4 punten  | Griekenland |
| 3 punten  | Duitsland   |
| 2 punten  | Zweden      |
| 1 punt    | België      |